# .yt
.yt là tên miền quốc gia cấp cao nhất (ccTLD) của Mayotte. Nó được ủy quyền cho cơ quan đăng ký Pháp, và địa chỉ Web cơ quan tên miền chính thức, nic.yt chuyển hướng đến trang của nhà đăng ký Pháp, AFNIC, nhưng việc đăng ký hiện đã bị dừng. Tuy nhiên bạn vẫn có thể đăng ký tên miền .yt với các nhà cung cấp dịch vụ tên miền khác ngoài AFNIC.